# 김상옥 (1920년)
김상옥(金相沃, 1920년 5월 3일 ~ 2004년 10월 31일)은 대한민국의 시조 시인, 서예가, 서화가, 수필가이다. 1920년 경상남도 통영시 항남동에서 출생하였다.

## 생애
1938년에는 김용호, 함윤수 등과 함께 <맥> 동인으로 활동함과 동시에 시조 《봉선화》를 《문장》지에 발표함으로써, 문단에 등장하였다. 1941년에는 《동아일보》 신춘문예에 시조 《낙엽》으로 등단하여 본격적인 작가 활동을 하였다.
1956년부터 마산고등학교, 부산여자고등학교, 경남여자고등학교에서 교편생활을 하였다. 1980년에는 대한민국에서 제1회 노산문학상을 수상하였다.
그는 시조 외에 동시·시 등 여러 분야에 뛰어난 재질을 발휘하였다. 섬세하고 영롱한 언어 구사가 특징이다. 시조집으로 《고원의 곡》, 시집으로 《이단의 시》 《의상》, 동시집으로 《석류꽃》 《꽃 속에 묻힌 집》 등이 있다.
2004년 10월 30일에 26일 사망한 부인의 유택을 보고온 후 쓰러져 10월 31일 병원에서 별세하였다. 슬하에 2녀 1남을 두고 있다.

## 가족 관계
- 장녀 김훈정(패션 디자이너)
- 차녀 김훈아
- 막내남 김홍우(변호사)

## 상훈과 추모
- 1974년 노산문학상
- 1982년 중앙시조대상
- 1994년 충무시문화상
- 1995년 보관문화훈장 거절
- 1997년 삼양문화상

## 같이 보기
- 한국의 독립운동